# 瓊斯陡崖
瓊斯陡崖（英語：Jones Escarpment），是南極洲的陡崖，位於麥克羅伯特森地，全長19公里，根據澳大利亞探險隊量和空中照片繪入地圖，以該國地球物理學家命名，現時由南極條約體系管理。